# 버트 레이놀즈
버트 레이놀즈(Burt Reynolds, 1936년 2월 11일 ~ 2018년 9월 6일)는 미국의 배우이다.

## 출연 작품
- 드리븐
- 부기 나이트